# Mordvini
I mordvini sono un gruppo etnico della Federazione Russa.
Sono menzionati, con i nomi di moxel e mordva/mordvini, dal viaggiatore fiammingo del XIII secolo Guglielmo di Rubruk nel suo Itinerarium (14, 1). 
Parlano due lingue imparentate: il mokša e l'erzja, che appartengono al gruppo finnico/uralico.
Attualmente sono presenti nella Repubblica di Mordovia, nell'Oblast' di Penza, lungo la destra della Sura in Ciuvascia, nel sud dell'Oblast' di Nižnij Novgorod, e in una piccola area del Tatarstan alla destra del Volga, ai confini con l'Oblast' di Ul'janovsk. Una diaspora orientale di Mordvini pagani si estende a stretto contatto con gli insediamenti orientali dei Ciuvasci in un'estesa area tra il sud del Tatarstan, il nord dell'Oblast' di Samara e di Orenburg e la Baschiria.
Gli erzja abitano nella parte orientale della Repubblica di Mordovia, e sono erziani anche la maggior parte degli insediamenti orientali fuori dalla Repubblica. I capoluoghi degli Erzja sono Ordanbuje Oš, Ignadvele, Čaunza, Kočkur Vele, Dubinka e Otäžele.
I mokša abitano nella parte occidentale della Repubblica, lungo il fiume omonimo, mentre fuori dalla Repubblica, i Mokša hanno due insediamenti piccoli, uno nell'Oblast' di Penza (tra i rii Vorona, Čembar e Sjuvernja) e di Samara. I capoluoghi mokša sono Zubu, Tarbej, Ater, Sire Šaigav, Kadaž e Lašma Oš.
Esiste un terzo piccolo gruppo di Mordvini chiamato Šokša, che come i Mokša trae il nome da un corso d'acqua, un piccolo tributario del Mokša. Gli Šokša sono di origini erzja, ma abitano nell'estremità nord-occidentale della Repubblica, ai confini con l'Oblast' di Rjazan' e Nižnij Novgorod.
Il capoluogo mordvino dell'Oblast' di Penza è Šemyšej, l'unico capoluogo di rajon a maggioranza mordvina fuori dalla Mordovia.